# 纒向編年
纒向編年（まきむくへんねん）とは、日本の奈良県桜井市に所在する纒向遺跡において、発掘調査を担当した奈良県立橿原考古学研究所石野博信と、豊岡卓之による纒向遺跡出土の弥生土器・土師器を分類・整理して得られた編年である。1類から5類に区分される。

## 纒向編年
奈良盆地南東の三輪山のふもとに広がる纒向遺跡は、2世紀末葉に突如出現して、4世紀中葉ころに突然消滅した大集落遺跡である。調査担当者である石野博信は一種の政治的な都市としての性格を有する遺跡と評価し、近年は『魏志』倭人伝に「女王之所都」と記載される邪馬台国の有力な候補地のひとつとしている。
纒向遺跡出土の土器は、第1次調査から第7次調査までで整理用コンテナで1,000箱以上におよび、うちわけは最新期の弥生土器と古式土師器が中心である。弥生時代終末期から古墳時代初期にかけての社会の変化を考えるうえで重要な考古資料であると同時に、土器の分類・整理によって得られた編年そのものが他の考古遺跡の年代や性格をみてゆく際の重要な指標としている。以下は、暦年代、出土遺構、対応する土器型式を対照させた表である。
| 暦年代      | 纒向編年 | 土器出土遺構                | 対応する土器型式                |
| ----------- | -------- | --------------------------- | ------------------------------- |
| 180年-210年 | 纒向1類  | 北溝北部下層 灰粘土層       | 弥生V様式末                     |
| 210年-250年 | 纒向2類  | 辻地区土坑2                 | 庄内I式（庄内古式）             |
| 250年-270年 | 纒向3類  | 南溝南部 黒粘土(1)下層      | 庄内II式（庄内新式）            |
| 270年-290年 | 纒向4類  | 辻地区土坑4下層             | 庄内III式（庄内新新式） 布留0式 |
| 290年-350年 | 纒向5類  | 辻地区土坑4上層 辻地区土坑7 | 布留Ⅰ式                         |

## 纒向遺跡における外来土器
纒向遺跡が都市的な遺跡と評される理由のひとつにヤマト以外の各地から搬入された土器がきわめて多く、また、広範囲におよんでいることが掲げられる。
外来系の土器は、纒向2類の庄内式土器出現の頃から増加しはじめ、多いのは纒向3類から纒向4類の時期が最も多いとしている。

## 反論
邪馬台国畿内説に反対する古代史研究者の中には、この編年に次のように反論している者もある。布留0式土器と古式新羅伽耶陶質土器とは共伴して出土している。従って新羅の国家形成時期まで年代が下る筈である。
ただし、朝鮮の三国時代の陶質土器は瓦質土器よりも高温での焼成が可能となったもので、慶尚南北道、新羅・加耶地域のものが日本列島に流入した。地域性が発現する以前の慶尚南北道の「古式陶質土器」は馬韓や百済の土器とはかなり異なっているので、馬韓・百済の土器と区別するために，武末純一が3世紀中葉以降頃のこれを古式新羅加耶土器と呼ぶことを提唱したものである。従って新羅の国家形成とは無関係なので、上記の反論は誤りである。